# Suwon KT Sonicboom
Busan KT Sonicboom (Coreano: 부산 kt 소닉붐) es un equipo de baloncesto coreano con sede en Busan, que compite en la KBL, la primera categoría del baloncesto del país. Su principal patrocinador es KT Corporation.
El club se fundó en 1997, y tenía su sede originalmente en Gwangju, en 2000 se trasladaron a Yeosu y finalmente en 2003 fijaron su residencia en Busan. Disputa sus partidos como local en el Sajik Arena, con capacidad para 14.099 espectadores.

## Palmarés

### Nacional
KBL
Finalista (1): 2006–07

## Posiciones en Liga
| - 1997 - 5º - 1998 - 7º - 1999 - 9º - 2000 - 9º - 2001 - 8º - 2002 - 7º - 2003 - 5º - 2004 - 7º | - 2005 - 4º - 2006 - 4º - 2007 - 2º - 2008 - 8º - 2009 - 10º - 2010 - 3º - 2011 - 3º - 2012 - 3º | - 2013 - 9º - 2014 - 5º - 2015 - 7º - 2016 - 7º - 2017 - 9º - 2018 - 10º |